# Ferdinand de Lesseps

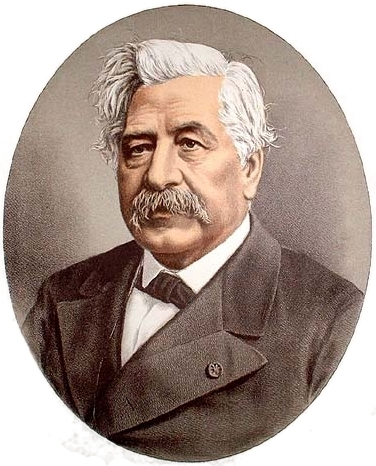
Ferdinand de Lesseps (1805-1894)

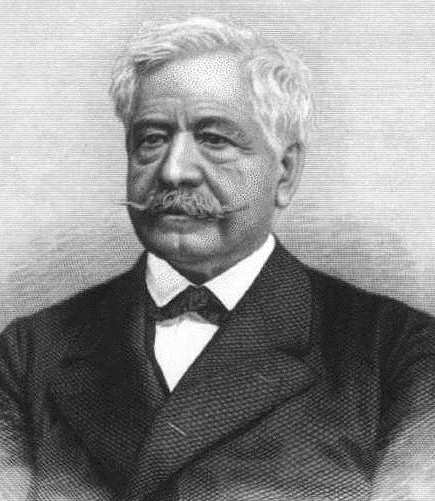
Ferdinand de Lesseps (1805-1894)

Ferdinand Marie de Lesseps, còn được gọi là tử tước de Lesseps, hay Ferdinand de Lesseps (1805-1894) là một nhà ngoại giao người Pháp. Mặc dù chưa từng là kỹ sư xây dựng nhưng ông là tổng công trình sư, nhà thầu khoán xây dựng nên kênh đào Suez nối liền biển Địa Trung Hải với Hồng Hải trong các năm 1859-1869, làm giảm đáng kể chiều dài đường hàng hải Tây-Đông nối Bắc Đại Tây Dương với Ấn Độ Dương . Sau đó ông còn là người khởi xướng việc xây dựng kênh đào Panama nhưng không thành công.

## Thân thế
Ferdinand de Lesseps sinh ngày 19 tháng 11 năm 1805, trong một gia đình nòi giống làm chính khách ngoại giao của nước Pháp. Từ giữa thế kỷ 18, tổ tiên của ông đã làm nghề chính khách: Bác ruột của ông là một quý tộc dưới triều vua Louis XVI. Bố của ông, Mathieu de Lesseps, từng là cận thần của vua Napoleon Bonaparte.
Nguồn gốc xa xưa nhất của gia tộc Lesseps được biết đến là vào cuối thế kỷ 14. Tổ tiên của ông, được cho là gốc từ Scotland sang định cư tại vùng Bayonne (miền Tây Nam nước Pháp) lúc đó thuộc quyền cai trị của người Anh. Cụ tổ của Ferdinand, là Pierre de Lesseps (1690-1759), con trai của Bertrand Lesseps (1649 - 1708), từng là thư ký thành phố Bayonne và có thời là thư ký riêng của hoàng thái hậu Anne xứ Neuberg, vợ vua Carlos II của Tây Ban Nha. Ferdinand de Lesseps được sinh ra tại Versailles tỉnh Yvelines, cha là Mathieu de Lesseps (1774-1832) và mẹ là Catherine de Grévigné (1774-1853). Ông có chị gái là Adelaide de Lesseps (1803-1879), và hai anh em trai: Theodore de Lesseps (1802-1874), Jules de Lesseps (1809-1887). Thuở nhỏ, ông được theo gia đình sang sống ở Italy, nơi bố của ông được bổ nhiệm làm lãnh sự. Sau đó, ông được theo học tại trường Cao đẳng mang tên Henry IV ở Paris. Những năm 1823-1825, khi mới 18-20 tuổi, ông đã là sĩ quan quân đội Pháp. Ferdinand De Lesseps, khi trưởng thành, cũng được hướng theo nghề nghiệp ngoại giao truyền thống của gia đình.

## Hoạt động ngoại giao
Hoạt động ngoại giao của Ferdinand chủ yếu tập trung trong thời kỳ các năm 1825-1849, ông được bổ nhiệm làm công tác ngoại giao ở các nước Bồ Đào Nha, Tunisia, Ai Cập, Algérie, Hà Lan, Tây Ban Nha và Ý. Từ năm 1825 đến 1827, ông làm trợ lý Phó lãnh sự ở Lisbon. Ở Ai Cập, ông giữ chức Lãnh sự của Pháp tại nước này và kết thân bạn bè với Sa'id Pasha, con trai của Phó vương nước này-Muhammad Ali Pasha. Said Pasha sau này có ảnh hưởng lớn đến việc xây dựng kênh đào Suez của Ferdinand De Lesseps.

## Việc xây dựng kênh đào Suez
Năm 1854, Sa'id Pasha bạn ông trở thành Phó vương mới của Ai Cập. Sa’id Pasha mời Ferdinand de Lesseps sang Ai Cập, và đã tiếp đón ông rất trọng thị vào ngày 7 tháng 11 năm 1854 tại thành phố cảng Alexandria. Đến ngày 30 tháng 11 năm đó, Sa'id Pasha ký kết với Ferdinand de Lesseps hợp đồng, cho phép ông được quyền ưu tiên xây dựng kênh đào Suez.

## Khởi xướng việc xây dựng kênh đào Panama
Kênh đào Panama được lên ý tưởng từ những năm 1534 nhằm mục đích cắt ngang eo đất của trung Mỹ nối liền Đại Tây Dương và Thái Bình Dương. Ý tưởng này được khởi xướng bởi hoàng đế Charles V của đế quốc La Mã Thần thánh và vua Tây Ban Nha. Bởi châu Mỹ là dải đất trải dài nếu có kênh đào sẽ giúp những chuyến hàng đường thủy Ecuador đến Peru tiết kiệm thời gian và chi phí hơn.
Trong khi vị trí của eo đất Trung Mỹ khá hẹp. Tuy nhiên sau bao nhiêu lần tính toán khởi xướng và sự lùi bước kênh đào cũng đã được bắt đầu. Thêm sự cổ vũ bởi thành công của kênh đào Suez của người Pháp. Lúc này dưới sự điều khiển và lãnh đạo của  Ferdinand de Lesseps kênh đào Panama chính thức được mắt đầu vào năm 1880. Tuy nhiên đến nắm 1893 sau hơn chục năm thi công, người Pháp đã từ bỏ bởi sự khó khăn về sức khỏe và bệnh tật. Đặc biệt là thiếu kinh nghiệm trong việc xây dựng một kênh đào ngang với mực nước biển.
Tiếp đến thời của Theodore Roosevelt, ông đã quyết định hoàn thành công việc này. Bước đầu là mua lại toàn bộ công việc người Pháp đã hoàn thành. Việc xây dựng kênh đào lại bắt đầu vào năm 1904. Tuy nhiên để công việc tiến triển tốt, đã mất không ít tiền của loại bỏ dịch ra khỏi vùng làm việc. Đến ngày 15/08/1914 kênh đào Panama đã đi vào hoạt động.